# Olga Ladiguina
Olga Ladiguina (en georgiano: ოლღა ლადიგინა; 2 de enero de 1981) es una deportista georgiana que compitió en tiro con arco, en la modalidad de arco recurvo. Ganó dos medallas en el Campeonato Europeo de Tiro con Arco en Sala, en los años 2002 y 2004, ambas en la prueba de equipo.

## Palmarés internacional
| Campeonato Europeo en Sala | Campeonato Europeo en Sala | Campeonato Europeo en Sala | Campeonato Europeo en Sala |
| Año                        | Lugar                      | Medalla                    | Prueba                     |
| -------------------------- | -------------------------- | -------------------------- | -------------------------- |
| 2002                       | Ankara (Turquía)           | Medalla de plata           | Equipo                     |
| 2004                       | Sassari (Italia)           | Medalla de bronce          | Equipo                     |